# 唐明宗
唐明宗李亶（867年10月10日—933年12月15日），初名嗣源，小名邈佶烈，应州金城县（今山西省应县）人，沙陀族，五代十国时期后唐第二位皇帝（926年6月3日－933年12月15日在位），在位八年。唐河东节度使李克用之养子，生父為汾州刺史李霓。

## 生平
李嗣源本代北胡人，十二歲喪父。骁勇善骑射。邈佶烈初以騎射為河東節度使李克用效命，从李克用征战，李克用則以李嗣源為養子，寵愛有加，从李姓，改名嗣源。
李克用死後，天祐五年（908年），以击败后梁军功、授代州刺史，历任相州刺史、邢州刺史。同光元年（923年）李克用之子李存勗在魏博稱帝，國號唐，史稱後唐庄宗。同年二月，莊宗於潞州（今山西長治）、卫州（今河南汲縣）情势危殆，李嗣源以奇兵夜袭后梁东部重镇郓州（今山東東平），攻克。因功就任天平节度使。十月，李嗣源作为前锋，进击大梁（今河南開封）。随即攻克。晋太尉，镇汴州，为蕃汉内外马步军总管。改镇州节度使。
同光四年（926年）魏博軍士兵皇甫暉乘人心不安，聚眾作亂於貝州（今河北清河），斬殺主帥楊仁晸、立偏將趙在禮為帥，攻破鄴都（今河北臨漳）。莊宗雖忌李嗣源，卻因乏人，只好命李嗣源前往討伐。李嗣源到魏博（今河北邯鄲）時，發生兵變，擁李嗣源入城與叛軍會合，李嗣源女婿石敬瑭勸告，皇帝不可能不追究此事，只好決心謀反。四月，李嗣源南下據汴京（今河南開封）、西攻洛邑（今河南洛陽），史稱鄴都之變。此時伶人出身的禁軍將領郭從謙為了報仇，在洛邑乘機發動興教門之變，率兵攻入皇城，莊宗中流箭而死。群臣拥戴李嗣源为监国。李嗣源於是杀死宫中所有伶人，又杀专事搜括之租庸使孔谦，废孔谦所立苛敛之法，以收人心。接着于同年四月丙午日称帝，年号“天成”。天成二年（927年）正月改名亶。
李嗣源即位后，革除莊宗时宮中斂財的弊政，兴修水利，放出年輕宮女回鄉、留心民間疾苦，並撤銷不少有名無實的機關，后唐故於明宗朝趋于稳定。在位期间，境内粗安，有利于社会经济的恢复和发展。
由於明宗是文盲，完全不识字，全国的上奏都交由安重诲唸給他聽。天成三年（928年），义武节度使王都叛乱，明宗削去其官爵、命王晏球讨伐。契丹遣兵救援王都，为后唐另一將領符彥卿所大败，契丹回到境内者不过数十人，自此不敢轻易寇边。
长兴元年（930年），明宗养子李从珂為安重诲所陷害，但明宗未听信谗言，亦未追责安重诲。八月，明宗诛杀了朝中制造混乱、弹劾安重诲的捧圣都军使李行德與十将张俭等。
李嗣源在位八年，兵革粗定、連年豐收、安定契丹。綜觀整個五代，只有他與後周世宗兩位君王堪稱有作為的皇帝。
他在位期間的大事，是董璋、孟知祥割據兩川。安重诲後來逐渐失宠，明宗派女婿石敬瑭等讨伐两川时，责令安重诲督运粮食去两川前线。安重诲未至前线，即被凤翔节度使朱弘昭弹劾意欲夺取石敬瑭军权，于是安被召回，明宗在途中突然改任安重诲为护国军节度使，后令将其杀死。然而石敬瑭讨伐两川最终无果，孟知祥又在董璋来伐时，先败后胜，消灭董璋的东川势力，最终在明宗死后建立后蜀。
長興四年（933年），明宗因聽聞定難軍節度使李彝超欲叛變，貿然任命李彝超為彰武留後，令安從進為定難軍節度使，李彝超抗命，明宗派兵進攻，久攻不下；李彝超上表謝罪，明宗則授李彝超為檢校司徒、定難軍節度使，使定難軍朝貢如初。明宗久年未出兵，一朝用兵無功而返。將士憂鬱，明宗故而下令賞賜軍士，便安定軍心。
明宗内定在世长子秦王李从荣为储君，但不立為太子，以为大臣请求立太子就是说他可以退休养老了；李从荣則担心失去兵权，也不愿意被立为太子。十一月，明宗病危，数日不见臣下，李从荣担心有变，引兵入宫。枢密使朱弘昭、冯赟以讨逆为名，派兵抵抗，將李從榮誅殺，后更杀死养在李嗣源身边的李从荣之子。李嗣源得知消息，悲痛过度，病情加重去世于雍和殿，庙号明宗，谥号聖德和武欽孝皇帝，葬于徽陵。由宋王李從厚繼位,是為後唐閔帝。

## 評價
後唐明宗為人純質，寬仁愛人，在位時力除莊宗時的弊病、廣納建言、關心民生、嚴懲貪官、不邇聲色、不樂遊畋，鮮少發生戰事，百姓得以喘息,出現了小康的繁榮局面；他是五代十國數十位帝王中的少數明主，卻也有許多不明智的地方：無法解決任圜與安重誨的矛盾，使得任圜被冤殺；無法解決兩川問題，使孟知祥反叛建立後蜀；聽信他人讒言，使安重誨夫婦於自宅被處死；久不立太子，使李從榮生疑並最終被殺。明宗死後，國內政局越來越不穩,直接導致了後唐王朝的滅亡。

## 家庭

### 妻妾

#### 皇后
- 皇后曹氏
- 皇后魏氏
- 皇后夏氏

#### 妃嫔
- 淑妃王氏，生许王李从益、永安公主
- 昭仪王氏，封齐国夫人，长兴三年（932年）九月敕。
- 昭容葛氏，封周国夫人
- 昭媛刘氏，封赵国夫人
- 孙氏，封楚国夫人
- 御正张氏，封曹国夫人
- 司宝郭氏，封魏国夫人
- 司赞于氏，封郑国夫人
- 尚服王氏，封卫国夫人
- 司记崔氏，封蔡国夫人
- 司膳翟氏，封滕国夫人
- 司醖吴氏，封莒国夫人
- 婕妤高氏，封渤海郡夫人
- 美人沈氏，封太原郡夫人
- 顺御朱氏，封吴郡夫人
- 司饰聊氏，封颍川郡夫人
- 司衣刘氏，封彭城郡夫人
- 司药孟氏，封咸阳郡夫人
- 梳篦张氏，封清河郡夫人
- 司服王氏，封太原郡夫人
- 栉篦傅氏，封颍川郡夫人
- 知客张氏，赐号尚书
- 江氏，追封济阳郡夫人
- 内人李氏，封陇西县君，长兴四年二月敕
- 崔氏，封清河县君
- 李氏，封成纪县君
- 田氏，封咸阳县君
- 白氏，封南阳县君

### 子女

#### 子
1. 李从审，926年被庄宗收为养子改名李继璟，同年被李绍荣所杀，追改名为李从璟
2. 秦王李從榮，母昭懿皇后夏氏
3. 李從璨
4. 宋王李從厚，母昭懿皇后夏氏，繼位，是為後唐閔帝
5. 許王李從益
6. 洋王李从瑾，娶京兆郡夫人田氏，生李俊，李俊先后娶陆氏和张氏，张氏为某州节度使张温女

#### 義子
1. 潞王李從珂

#### 女
- 永宁公主，第三女，母曹皇后，后封晋国长公主，嫁后晋高祖石敬瑭。
- 兴平公主，第十三女，降赵延寿，天成三年四月封，至长兴四年九月改封齐国公主，至清泰三年二月进封燕国长公主。
- 寿安公主，第十四女，长兴四年六月封。
- 永乐公主，第十五女，长兴四年六月封。
- 永安公主，母王淑妃，为赵延寿继室。

#### 女婿
1. 石敬瑭

## 女官
- 孙氏，封楚国夫人
- 御正张氏，封曹国夫人
- 司宝郭氏，封魏国夫人
- 司赞于氏，封郑国夫人
- 尚服王氏，封卫国夫人
- 司记崔氏，封蔡国夫人
- 司膳翟氏，封滕国夫人
- 司醖吴氏，封莒国夫人
- 司饰聊氏，封颍川郡夫人
- 司衣刘氏，封彭城郡夫人
- 司药孟氏，封咸阳郡夫人
- 梳篦张氏，封清河郡夫人
- 司服王氏，封太原郡夫人
- 栉篦傅氏，封颍川郡夫人
- 知客张氏，赐号尚书
- 江氏，追封济阳郡夫人
- 内人李氏，封陇西县君，长兴四年二月敕
- 崔氏，封清河县君
- 李氏，封成纪县君
- 田氏，封咸阳县君
- 白氏，封南阳县君

## 影視形象

### 電影
| 年份   | 地區         | 作品         | 演員 |
| 1970年 | 香港（邵氏） | 《十三太保》 | 金漢 |

### 電視劇
| 年份   | 地區         | 作品               | 演員   |
| 1982年 | 香港（無綫） | 《十三太保》       | 梁鴻華 |
| 2016年 | 中國大陆     | 《画江湖之不良人》 | 张继波 |
| 2018年 | 中國大陆     | 《媚者无疆》       | 汪铎   |

### 动画劇
| 年份   | 地區     | 作品               | 演員          |
| 2014年 | 中國大陆 | 《画江湖之不良人》 | 赵述仁 (配音) |

## 延伸阅读
[在维基数据编辑]
 在维基文库阅读此作者作品（ 在维基共享资源阅览影像）
 《舊五代史/卷35》，出自薛居正《舊五代史》
 《新五代史/卷06》，出自歐陽修《新五代史》